# Người đi xuyên tường
Người đi xuyên tường là một chương trình trò chơi truyền hình về vận động thể thao do Đài Truyền hình Việt Nam phối hợp với công ty Vietba Media sản xuất, được phát sóng trên kênh VTV3 từ ngày 26 tháng 12 năm 2014 đến ngày 9 tháng 1 năm 2020. Chương trình này là phiên bản Việt hóa của trò chơi Nookabe (tiếng Anh: Brain Wall) của Nhật Bản, chương trình sau đó được phân phối ra toàn thế giới với tên gọi Hole in the Wall. Những người chơi trong chương trình sẽ phải thể hiện sự dẻo dai, khéo léo của bản thân cùng với khả năng ứng biến linh hoạt để lọt qua các bức tường với những hình dáng khác nhau.
Một phiên bản dành cho trẻ em, có tên gọi Người đi xuyên tường Nhí, đã được chính Vietba Media hợp tác sản xuất với Đài Truyền hình Thành phố Hồ Chi Minh và được lên sóng trong năm 2017. Đình Toàn và Ốc Thanh Vân là hai người dẫn chương trình của phiên bản này.

## Luật chơi
Người chơi tham gia chương trình theo nhóm ba thành viên và được tự do lập đội trước khi bước vào cuộc chơi. Mỗi chương trình diễn ra giữa hai đội đối đầu với nhau, được gọi là đội đỏ và đội xanh dựa theo màu sắc trên trang phục mà đội đó đại diện. 
Trong mỗi lượt chơi, người chơi sẽ được bước lên một khu vực đứng màu đỏ sát với thành bể bơi (đã được bơm đầy nước). Sau hiệu lệnh của chương trình, một bức tường xốp với các lỗ hổng được đục sẵn trên đó sẽ hiện ra và bắt đầu di chuyển về phía người chơi; trong khoảng thời gian này, người chơi phải tìm mọi cách để tạo dáng, uốn nắn cơ thể của mình thành các hình dáng ứng với lỗ hổng trên bức tường sao cho có thể chui vừa lỗ hổng đó. Nếu lọt qua bức tường thành công, người chơi sẽ an toàn và giành được điểm; ngược lại họ sẽ bị bức tường đẩy xuống hồ bơi. Trong các mùa 1, 3 và 5, ở giữa khu vực chơi còn có một vạch ngang màu trắng (vạch xuất phát) quy định mức giới hạn mà các đội không được vượt qua; nếu để bất kỳ bộ phận nào vượt qua vạch xuất phát này, người chơi sẽ bị tính là phạm luật và có khả năng không được cộng điểm.
Có tất cả năm vòng thi trong mỗi một chương trình với cấu trúc như ở dưới đây. Cách duy nhất để chiến thắng trò chơi là phải vượt qua tất cả năm vòng thi này và giành giải thưởng cao nhất.

### Hai mùa đầu và phiên bản Nhí
- Vòng 1 (Tường đơn): Đội trưởng bước vào khu vực chơi, vượt tường thành công sẽ được 10 điểm. Nếu tạo dáng đúng nhưng không thể xuyên được tường (do làm vỡ tường hoặc chạm nước), đội ghi được 5 điểm.
- Vòng 2 (Tường đôi): Vòng này dành cho hai thành viên còn lại trong đội. Đội kiếm được 20 điểm nếu cả hai người chơi vượt qua được bức tường. Nếu một trong hai người chơi không vượt qua được thì được cộng 10 điểm.
- Vòng 3 (Tường ba): Cả ba thành viên tham gia thi đấu cùng một lúc. Đội ghi được 30 điểm nếu cả ba người vượt qua được bức tường. Trong trường hợp bất kỳ người chơi nào không vượt tường thành công thì mỗi một người xuyên được bức tường được tính 10 điểm.
- Vòng 4 (Tường tăng tốc): Tùy thuộc vào loại thử thách đang được chọn, sẽ có một số lượng người chơi ngẫu nhiên được tham gia vào phần thi. Bức tường lúc này chuyển động nhanh gấp đôi so với trước đó. Chỉ cần một thành viên trong nhóm chạm vào nước hoặc làm vỡ một phần tường, ngay cả khi không có người chơi nào rơi xuống hồ bơi, họ sẽ không được cộng điểm. Nếu thành công, đội sẽ ghi được 40 điểm.
Kết thúc bốn vòng thi, đội có số điểm cao hơn sẽ được lọt vào vòng đặc biệt, đội còn lại sẽ bị loại và nhận 5 triệu đồng tiền thưởng. Nếu cả hai đội hòa nhau, một bức tường phụ (không tính điểm)  sẽ được sử dụng để xác định đội thắng cuộc; đội chiến thắng bức tường phụ sẽ giành quyền vào vòng cuối cùng.

- Vòng đặc biệt (Tường chiến thắng): Chương trình sẽ tặng 10 triệu đồng (20 triệu đồng ở mùa 2 và 15 triệu đồng ở mùa 3) vào quỹ thưởng của đội chiến thắng sau bốn vòng thi trước. Trước khi bắt đầu vòng đặc biệt, đội chiến thắng có quyền đặt cược bất kỳ số tiền nào trong quỹ thưởng của họ. Nếu chiến thắng bức tường cuối cùng, họ sẽ được thưởng thêm số tiền đã cược vào số tiền nhận được từ các vòng trước; nếu không họ sẽ mất đi số tiền đó trong quỹ giải thưởng hiện có.[5] Ở phiên bản Nhí, luật cược tiền không được áp dụng; đội chiến thắng vòng đặc biệt được thưởng 5 triệu đồng và giữ nguyên tiền thưởng nếu thua.

Trong mùa thứ hai, các bức tường sẽ được xáo trộn một cách ngẫu nhiên nhằm tăng độ khó cho trò chơi. Ngoài ra, đội thua có thể đặt cược số tiền thưởng mà họ nhận được vào số tiền của đội thắng, tiền thưởng sẽ tự động tăng thêm nếu đội thắng vượt qua bức tường cuối cùng thành công. Nếu đội thắng thất bại, cả hai đội cùng bị trừ tiền

### Mùa 4 và 5
- Ba vòng đầu tiên: Luật chơi tương tự ba mùa trước.
- Ở vòng 4, người chơi sẽ đối mặt với chướng ngại vật mới mang tên Tường sấm sét: một mô hình găng tay đấm bốc bằng xốp di chuyển với tốc độ nhanh hơn về phía người chơi thay cho bức tường thông thường, trong khi người chơi phải thực hiện một thử thách mà chương trình đưa ra. Các loại câu hỏi được sử dụng trong vòng này gồm có: giải đố, làm toán, hát karaoke,... Nếu thành công, chướng ngại vật này sẽ dừng lại và đội ghi được 60 điểm; còn không người chơi sẽ bị đẩy xuống hồ và không có điểm.[7]
- Ở vòng đặc biệt, luật giống như vòng 4, nhưng nếu thắng được cộng 90 điểm. Cả hai đội cùng tham gia vòng này.

### Cơ cấu giải thưởng
| Mùa | Đội thắng                                   | Đội thua               |
| --- | ------------------------------------------- | ---------------------- |
| 1   | Tối đa 20.000.000 đồng                      | 5.000.000 đồng         |
| 2   | Tối đa 40.000.000 đồng                      | Tối đa 10.000.000 đồng |
| 3   | 15.000.000 đồng (20.000.000 đồng nếu thắng) | 10.000.000 đồng        |
| 4   | 20.000.000 đồng                             | 10.000.000 đồng        |
| 5   | 20.000.000 đồng                             | 10.000.000 đồng        |

## Tổng quan các mùa
| Mùa | Mùa | Phiên bản | Số tập | Số tập | Phát sóng gốc        | Phát sóng gốc        | Phát sóng gốc |
| Mùa | Mùa | Phiên bản | Số tập | Số tập | Phát sóng lần đầu    | Phát sóng lần cuối   | Network       |
| --- | --- | --------- | ------ | ------ | -------------------- | -------------------- | ------------- |
|     | 1   | Người lớn | 26     | 26     | 26 tháng 12 năm 2014 | 10 tháng 7 năm 2015  | VTV3          |
|     | 2   | Người lớn | 15     | 15     | 27 tháng 12 năm 2015 | 17 tháng 4 năm 2016  | VTV3          |
|     | 3   | Nhí       | 13     | 13     | 11 tháng 7 năm 2017  | 3 tháng 10 năm 2017  | HTV7          |
|     | 4   | Gia đình  | 13     | 13     | 16 tháng 8 năm 2018  | 22 tháng 11 năm 2018 | VTV3          |
|     | 5   | Gia đình  | 13     | 13     | 10 tháng 10 năm 2019 | 9 tháng 1 năm 2020   | VTV3          |

## Sản xuất

### Người chơi
Người chơi tham gia Người đi xuyên tường được tuyển chọn thông qua một vòng sơ khảo trước chương trình. Từ các bản đăng ký tham dự chương trình, các người chơi được trải qua vòng phỏng vấn, vòng kiểm tra thể lực và vòng kiểm tra phản xạ và khả năng tạo dáng với bức tường, trước khi được chọn lọc để tham gia ghi hình chính thức.
Trong hai mùa đầu tiên, thành phần người chơi tham dự tương đối đa dạng, thường bao gồm các nhóm bạn bè, đồng nghiệp, thành viên trong gia đình hoặc những người nổi tiếng. Người tham gia chương trình được yều cầu phải có độ tuổi từ 16 trở lên. Ở mùa thứ ba, chương trình được chuyển hướng sang đối tượng trẻ em, và đến mùa thứ tư và thứ năm, Người đi xuyên tường được sản xuất với phiên bản dành cho gia đình.

## Phát sóng
Tập đầu tiên của Người đi xuyên tường lên sóng vào ngày 26 tháng 12 năm 2014. Trong mùa đầu tiên, chương trình được phát sóng vào lúc 21:00 thứ sáu hàng tuần trên kênh VTV3, và mùa thứ hai được phát sóng vào lúc 20:00 chủ nhật hàng tuần. Sang mùa thứ ba (phiên bản Nhí), chương trình được chuyển sang phát sóng trên kênh HTV7 và công chiếu vào lúc 20:30 các ngày thứ ba. Ở mùa 4 (2018) và mùa 5 (2019), Người đi xuyên tường quay trở lại kênh VTV3 với khung giờ 20:30 thứ năm hàng tuần. Bên cạnh đó, chương trình cũng được phát sóng lại ở một số khung giờ khác trong tuần.
Vào ngày 8 tháng 5 năm 2015, một tập của Người đi xuyên tường được dời lại và chuyển sang phát sóng vào tuần tiếp theo do trùng thời điểm phát sóng chương trình Bài ca chiến thắng. Trong các năm 2015 và 2016, chương trình cũng đã tạm hoãn lên sóng trong vòng hai tuần để dành thời lượng phát sóng các chương trình đặc biệt trong dịp Tết Nguyên Đán của Đài Truyền hình Việt Nam.

## Người dẫn chương trình
| Dẫn chương trình | Mùa | Mùa | Mùa     | Mùa | Mùa |
| Dẫn chương trình | 1   | 2   | 3 (Nhí) | 4   | 5   |
| ---------------- | --- | --- | ------- | --- | --- |
| Hoài Linh        | ✔️  | ✔️  | ✖       | ✖   | ✖   |
| Đại Nghĩa        | ✔️  | ✔️  | ✖       | ✖   | ✖   |
| Đình Toàn        | ✖   | ✖   | ✔️      | ✖   | ✖   |
| Ốc Thanh Vân     | ✖   | ✖   | ✔️      | ✖   | ✖   |
| Nguyên Khang     | ✖   | ✖   | ✖       | ✔️  | ✔️  |
| Liêu Hà Trinh    | ✖   | ✖   | ✖       | ✔️  | ✖   |
| Diệu Nhi         | ✖   | ✖   | ✖       | ✖   | ✔️  |

## Đón nhận
Ngay từ những số đầu tiên, Người đi xuyên tường đã được khán giả đón nhận nhờ vào các thử thách thú vị và những người chơi hài hước. Không yêu cầu thí sinh tham gia phải có bất kỳ năng khiếu nghệ thuật hay tài lẻ nào, điểm đặc biệt của trò chơi nằm ở các bức tường với những tư thế độc đáo, buộc người chơi phải tận dụng khả năng vận động linh hoạt và sự sáng tạo không ngừng để vượt qua các thử thách. Bên cạnh đó, những màn vượt chướng ngại vật hay những cú ngã xuống hồ bơi cũng trở thành điểm nhấn tạo nên những tiếng cười sảng khoái cho khán giả. 
Chương trình cũng được xem là đã đánh dấu cho sự trở lại của các trò chơi vận động trên truyền hình Việt Nam sau nhiều năm vắng bóng; trang Zing nhận định rằng đã khá lâu từ sau thành công của Trò chơi liên tỉnh, khán giả mới được thưởng thức một chương trình vận động vui nhộn như Người đi xuyên tường.

## Nhà tài trợ
- Mùa 1: Sanyo AQUA
- Mùa 3 (phiên bản nhí): Sữa LIF KUN